# إيمي سيرانو
إيمي سيرانو (بالإنجليزية: Amy Serrano)‏ هي مخرجة أمريكية وكوبية، ولدت في 8 نوفمبر 1966 في هافانا في كوبا.

## وصلات خارجية
- إيمي سيرانو على موقع IMDb (الإنجليزية)
- إيمي سيرانو على موقع ألو سيني (الفرنسية)
- إيمي سيرانو على موقع أول موفي (الإنجليزية)
- إيمي سيرانو على موقع كينوبويسك (الروسية)